# Chuzuklooster
Chuzuklooster is een boeddhistische klooster vlak bij de Shaolinklooster. Beide kloosters liggen in Dengfeng, Henan. Het klooster werd in 1125 tijdens de Song-dynastie.
Het klooster bestaat uit een Bergpoort, Grote Hal en Duizend Boeddha'shal. In de grote hal staan de beelden van de vijf grondlegger van het chan-boeddhisme, onder wie Bodhidharma. Er zijn ook schilderingen te vinden van de zesendertig chan-patriarchen na Bodhidharma. De grote hal is het oudste gebouw van de tempel. In de Hal van Duizend Boeddha's staan beelden van Guanyin en vele Boeddha's. Deze hal werd in de Ming-dynastie gebouwd. De Bergpoort is in 1986 gebouwd.